# Puławy
Puławy ist eine Mittelstadt in Polen an der Weichsel in der Woiwodschaft Lublin.

## Geschichte
Die erste urkundliche Erwähnung einer Siedlung an der Stelle des heutigen Puławy stammt aus dem Jahr 1626. 1671 begann die Errichtung eines Palasts mit umgebenden Park für die Adelsfamilie Lubomirski. Später lebte hier die Familie Sieniawski. 1782 wurde die Siedlung Eigentum von Adam Kazimierz Czartoryski und stieg bald zu einem wichtigen Teil des politischen und kulturellen Lebens in Polen auf. 1795 bei der Dritten Teilung Polens fiel der Ort an Preußen.

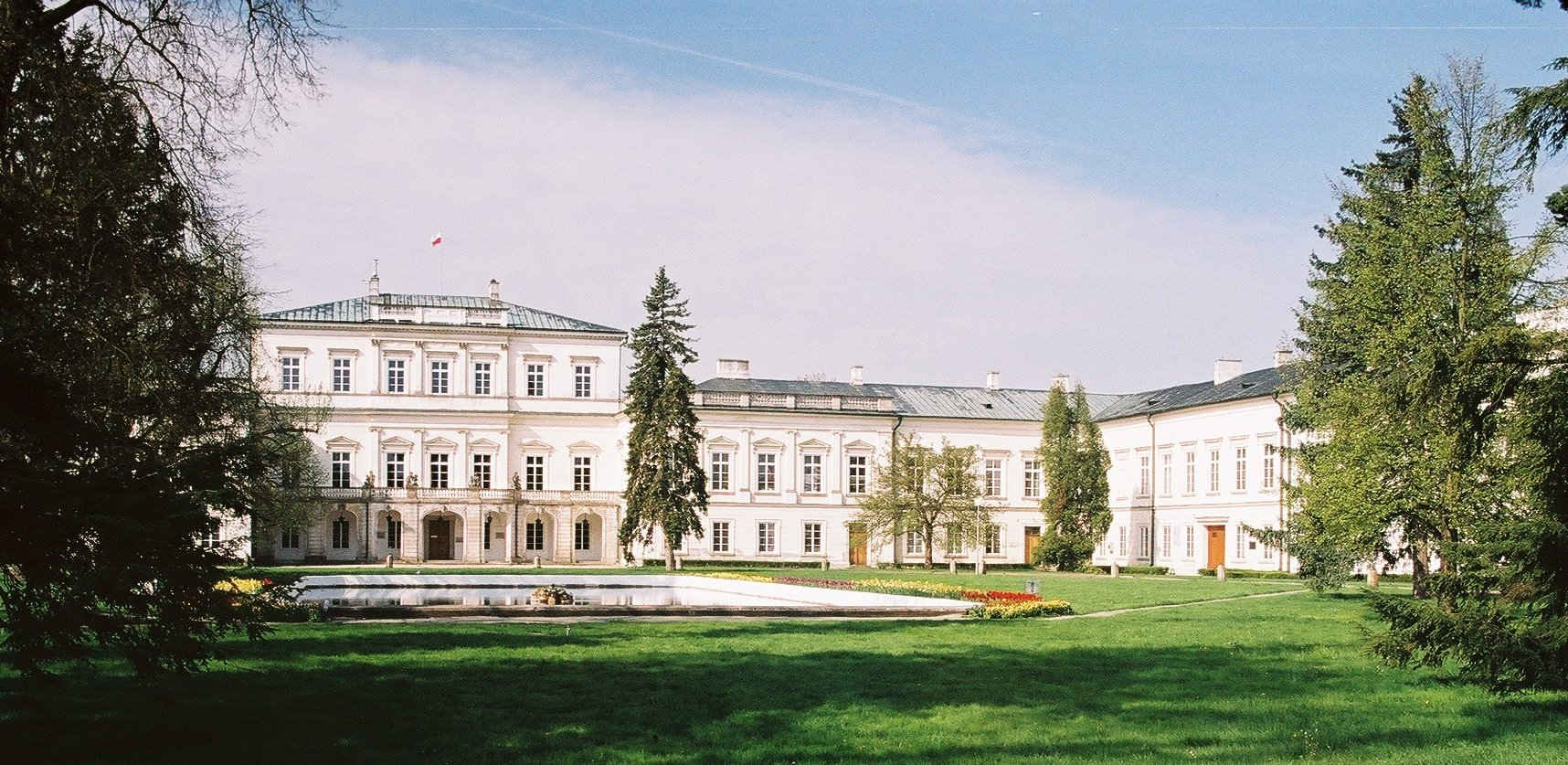
Schloss der Fürsten Czartoryski

1801 wurde auf Initiative der Fürstin Izabella Czartoryska das erste Museum Polens (im damaligen Preußen) eröffnet. Es enthielt königliche Juwelen sowie Kriegs- und Krontrophäen, aber auch Gemälde, Kunst- und Militärhandwerk sowie Erinnerungsstücke berühmter Persönlichkeiten. Militaria, Regalien und Dokumente wurden im sogenannten Sibyllentempel untergebracht und Gemälde, Kunsthandwerk sowie Raritäten fanden im Gotischen Haus ihren Platz. Nach der Niederschlagung des Novemberaufstandes 1830 wurden die von der Konfiszierung bedrohten Sammlungen nach Paris geschafft und im 1842 erworbenen Hôtel Lambert untergebracht. 1876 brachte Fürst Władysław Czartoryski (1828–1892) die Sammlung nach Krakau. Große Teile der Sammlung sind heute im Czartoryski-Museum (Muzeum Czartoryskich) in Krakau, dem ältesten Museum Polens, ausgestellt.
1807 wurde der Ort Teil des Herzogtums Warschau und 1815 Teil Kongresspolens. Die schon betagte Izabella Czartoryska machte Puławy zu einem Zentrum des polnischen Widerstands gegen Russland. Nach dem Novemberaufstand kam Puławy 1831 unter russische Herrschaft. Die Fürstin verließ Puławy und zog sich zu ihrer Tochter Maria Anna Czartoryska auf das Schloss Wysock in Galizien zurück, ihr Sohn Adam Jerzy Czartoryski floh ins Ausland. Russland konfiszierte den Besitz und richtete im Schloss ein Erziehungsheim ein. Seit einem Besuch der Zarin Alexandra Fjodorowna hieß Puławy von 1846 bis 1918 Nowa Aleksandria (Neu-Alexandria). 1862 wurde auf dem Gut ein Land- und Forstwirtschaftliches Institut gegründet, aus dem 1917 das Polnische Nationalinstitut für Agrarwissenschaft hervorging. Nach dessen Aufspaltung im Jahr 1950 blieb das Institut für Anbau, Düngung und Bodenkunde vor Ort.
1867 wurde der Ort Sitz eines Powiat  und erhielt 1906 das Stadtrecht. Nach dem Ersten Weltkrieg war der Ort wieder in den Grenzen Polens. Während des Zweiten Weltkrieges wurde von den Nationalsozialisten ein Ghetto für die Juden errichtet. Die knapp 4000 Bewohner des Ghettos wurden später in das Vernichtungslager Sobibor deportiert.
1945 wurde per Ministerdekret das Nationale Veterinärinstitut in Puławy gegründet.
Mitte der 1960er Jahre wurde eine große Stickstoffdüngerfabrik im Ort errichtet, die heutige Zakłady Azotowe Puławy. Damit wuchsen die Bedeutung und die Einwohnerzahl des Ortes stark an.
Eine 1997 gegründete Stiftung bemüht sich darum, die Komposition des Schlossparks zu erhalten und wieder erlebbar zu machen.
Im Jahr 2000 wurde vom Volksbund Deutsche Kriegsgräberfürsorge der Deutsche Soldatenfriedhof Polesie eingeweiht, auf dem rund 27.000, bei dem Durchbruch der russischen Truppen gefallene, deutsche Soldaten umgebettet wurden. Er liegt nördlich der Landstraße 12 am Weg nach Helenów.
Im April 2002 wurde im veterinärmedizinischen Forschungszentrum das erste Speziallabor Polens zur Analyse und Erforschung biologischer Kampfstoffe eröffnet.
Nachdem der Gemeinderat die Stadt 2020 offiziell zur LGBT-Ideologie-freien Zone („Strefę wolną od ideologii LGBT“) erklärt hatte und dies am Ortseingang ausgeschildert wurde, löste die niederländische Stadt Nieuwegein ihre Städtepartnerschaft mit Puławy auf und die französische Partnerstadt Douai setzte die Zusammenarbeit aus.

## Gemeinde

### Stadtgemeinde
Die Stadt Puławy bildet eine eigenständige Stadtgemeinde (gmina miejska).

### Landgemeinde
Die Landgemeinde (gmina wiejska) Puławy, welcher die Stadt selbst nicht angehört, hat eine Fläche von 160,81 km².

## Sehenswürdigkeiten
- Schloss (Czartoryski-Palast) der Fürsten Czartoryski (Anfang 18. Jahrhundert errichtet, später mehrfach umgebaut), im Garten unter anderem der Gotische Pavillon (1809) und der Tempel der Sybille (Anfang 19. Jahrhundert)
- Kirche Maria Himmelfahrt

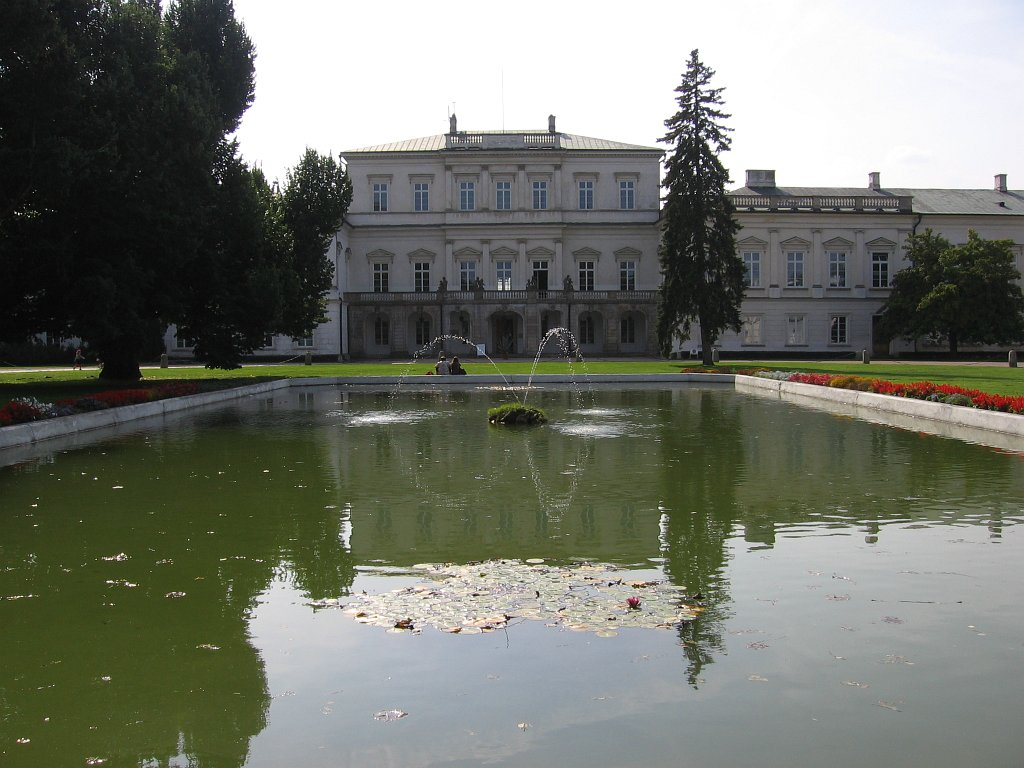
Springbrunnen am Schloss
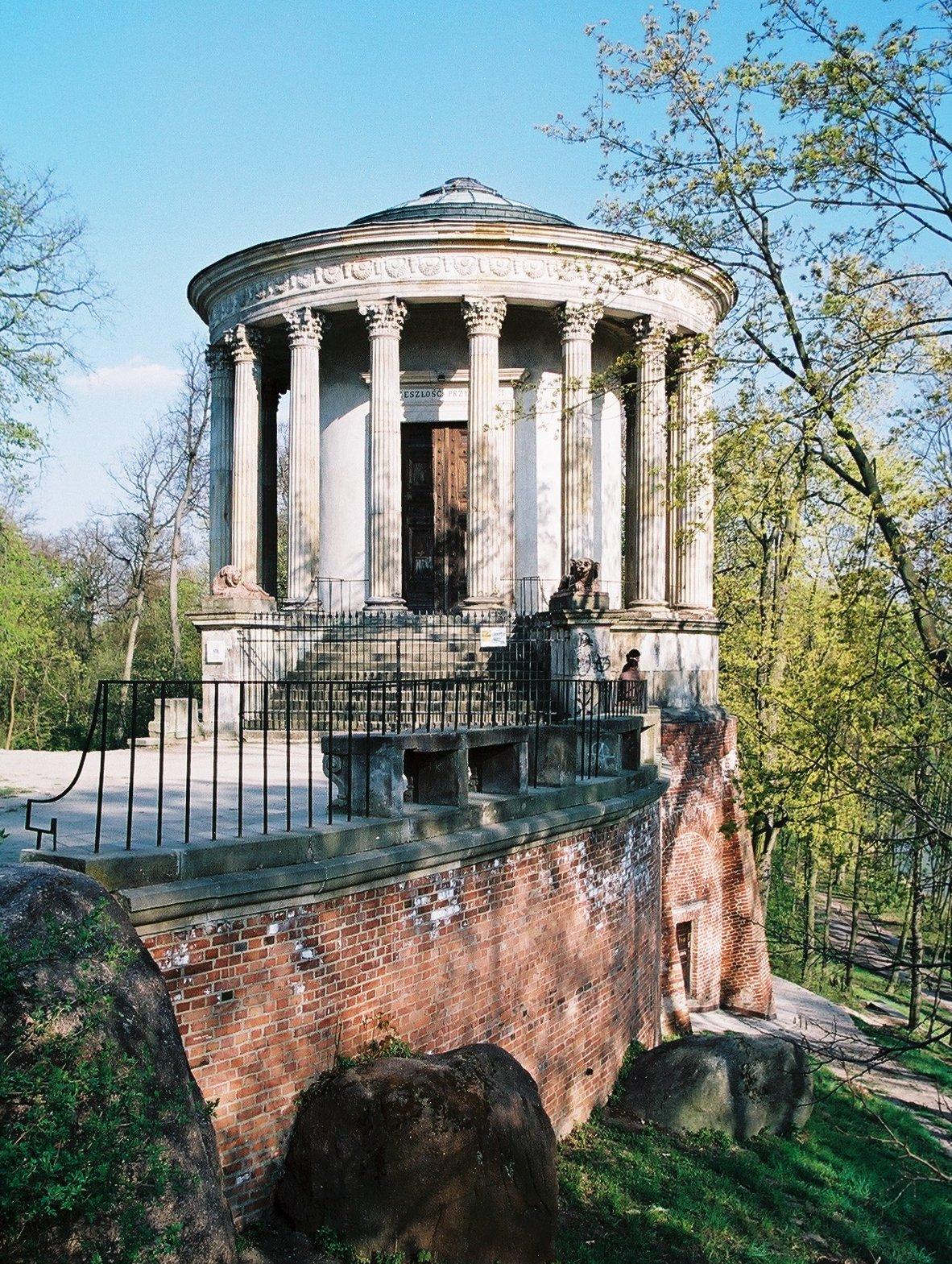
Sibyllentempel im Schlosspark
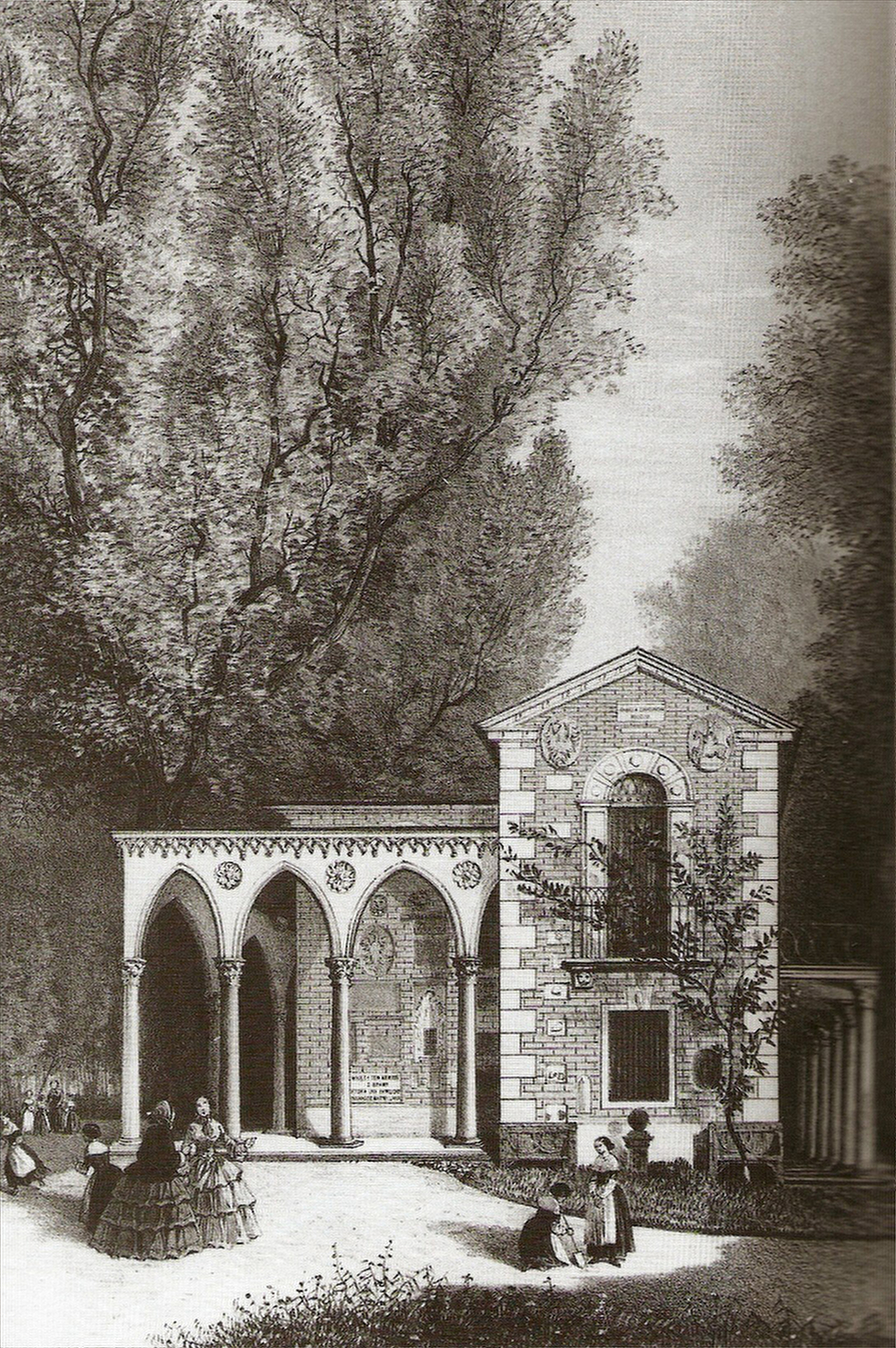
Das Gotische Haus im Schlosspark
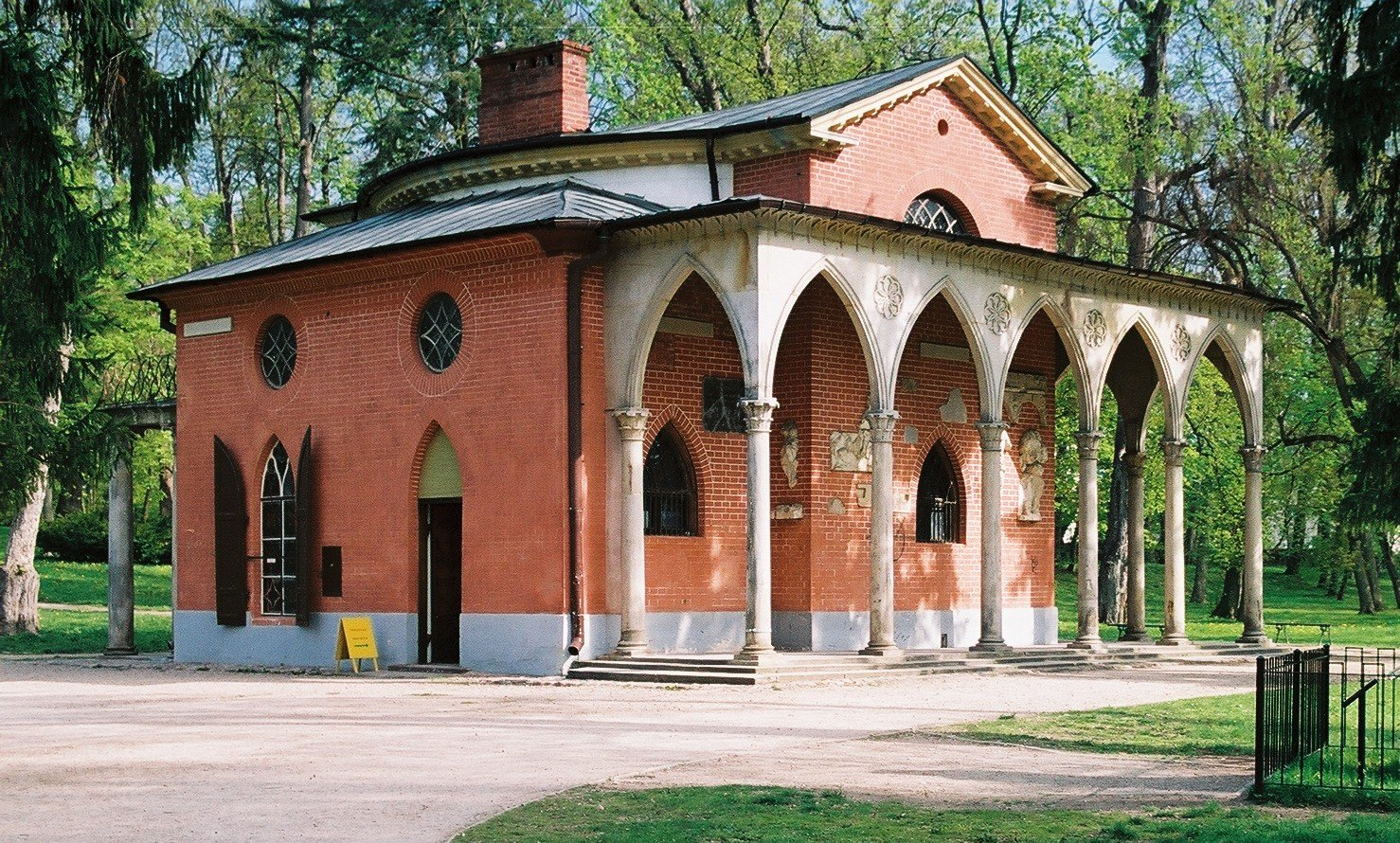
Das Gotische Haus
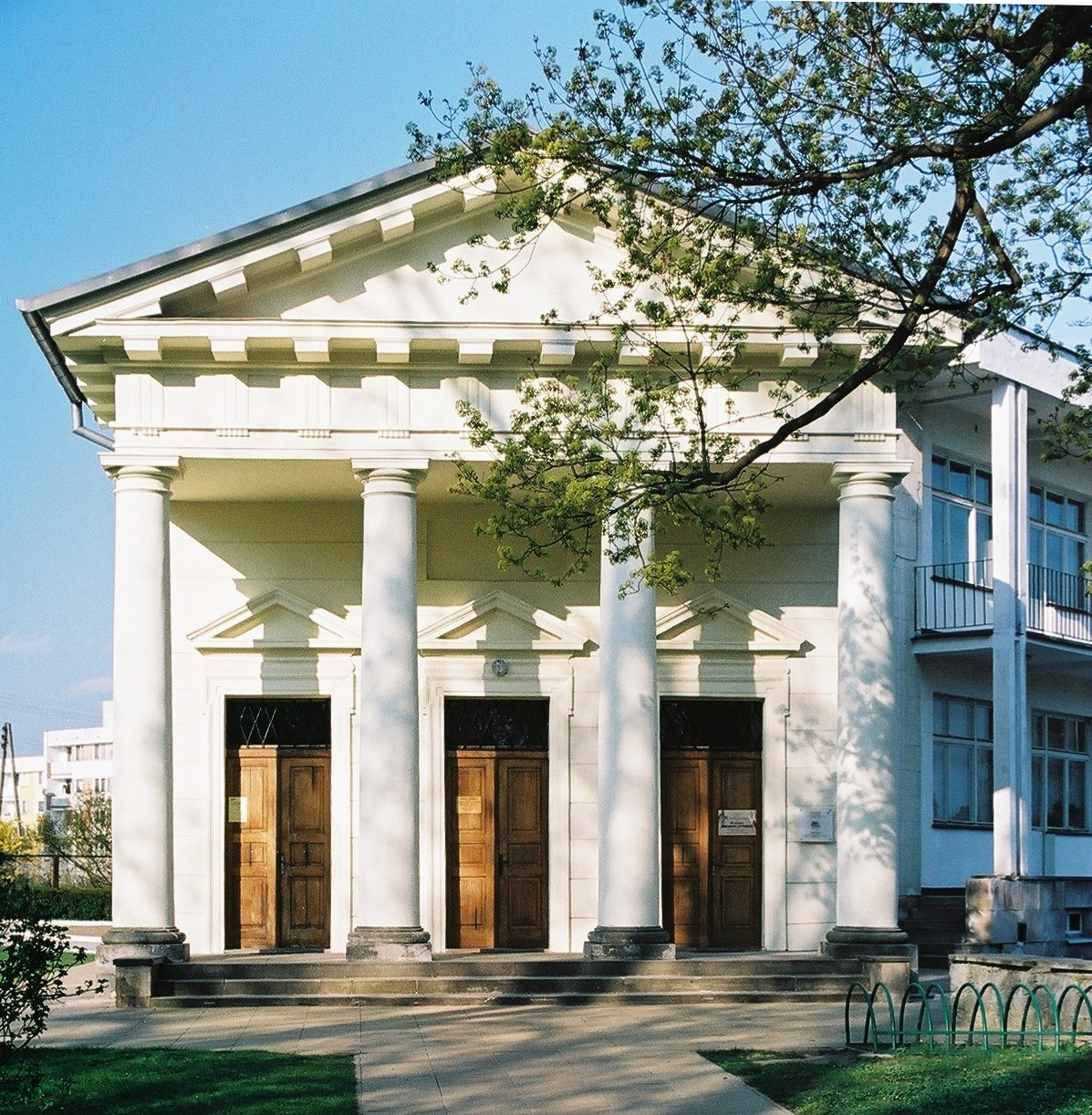
Das Griechische Haus
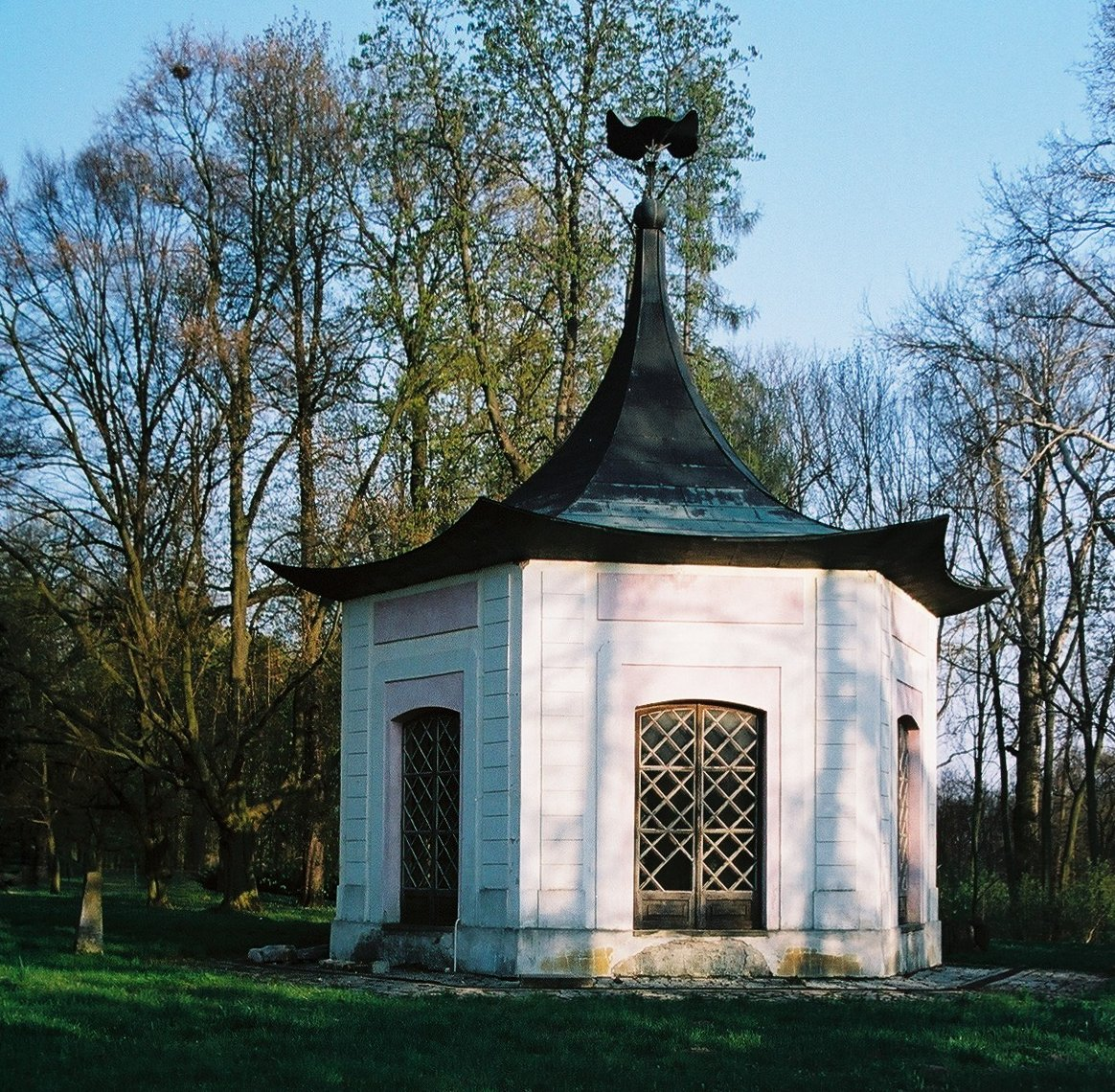
Chinesischer Pavillon
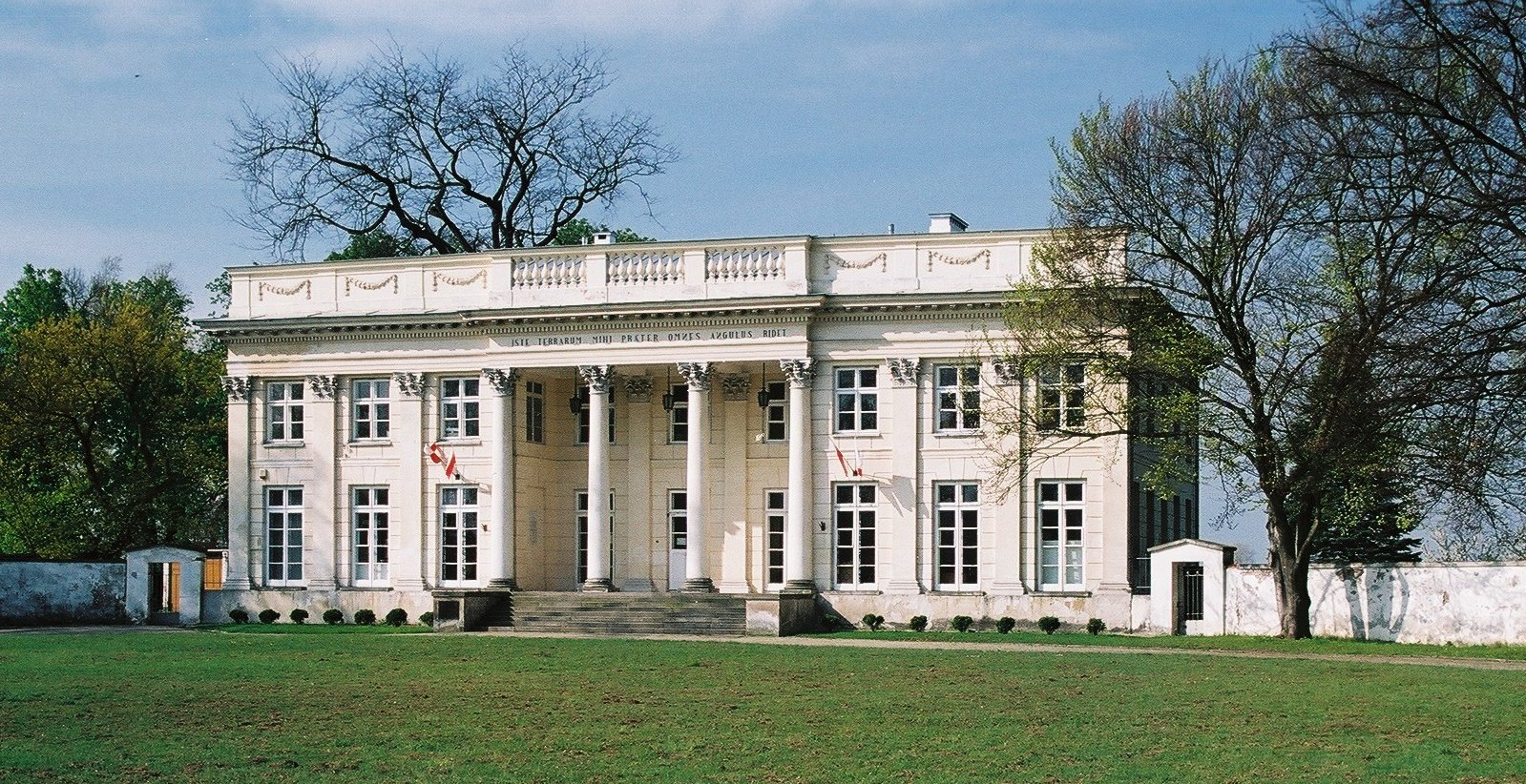
Schlösschen der Maria Anna Czartoryska
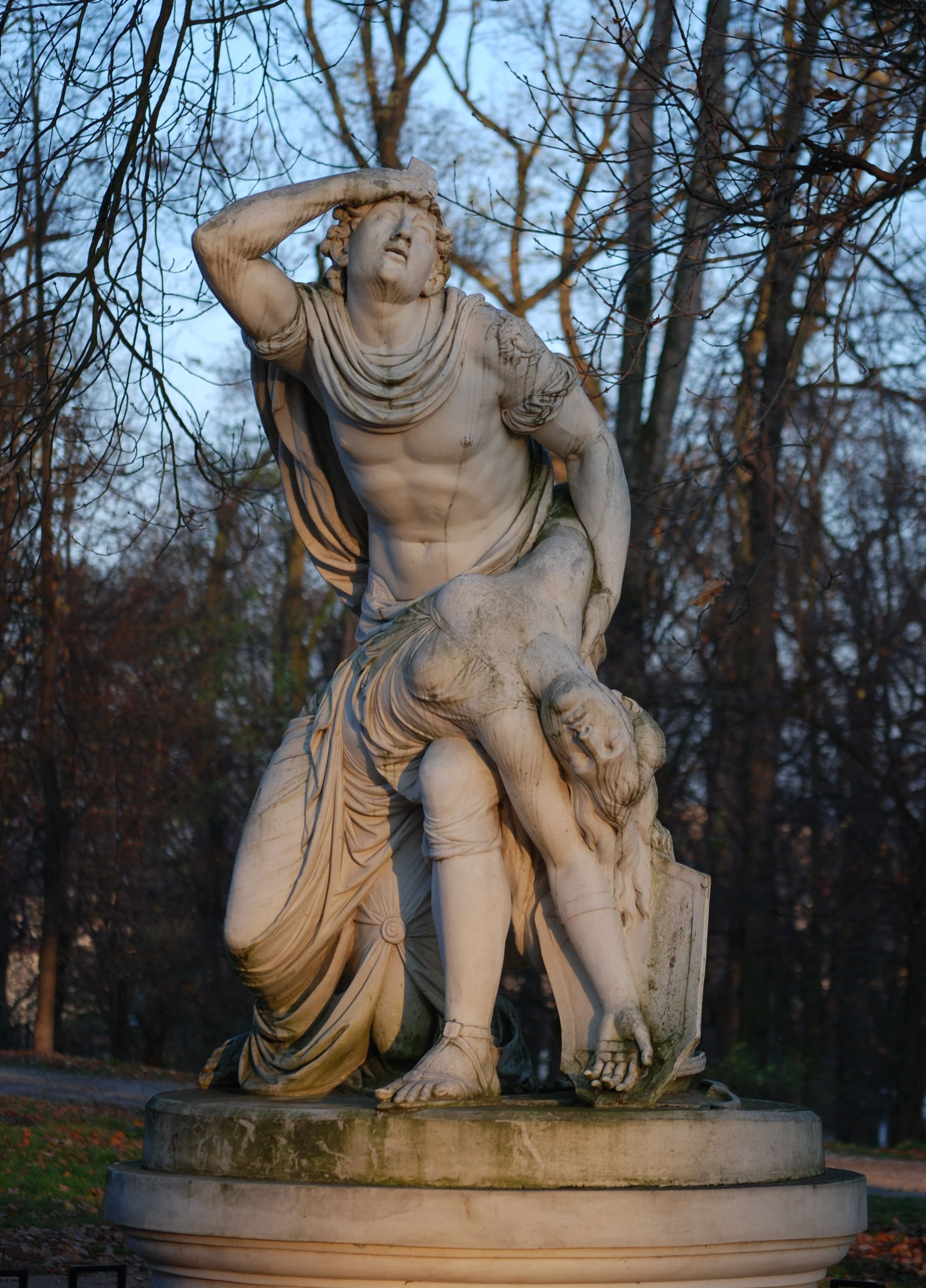
Statue im Schlosspark
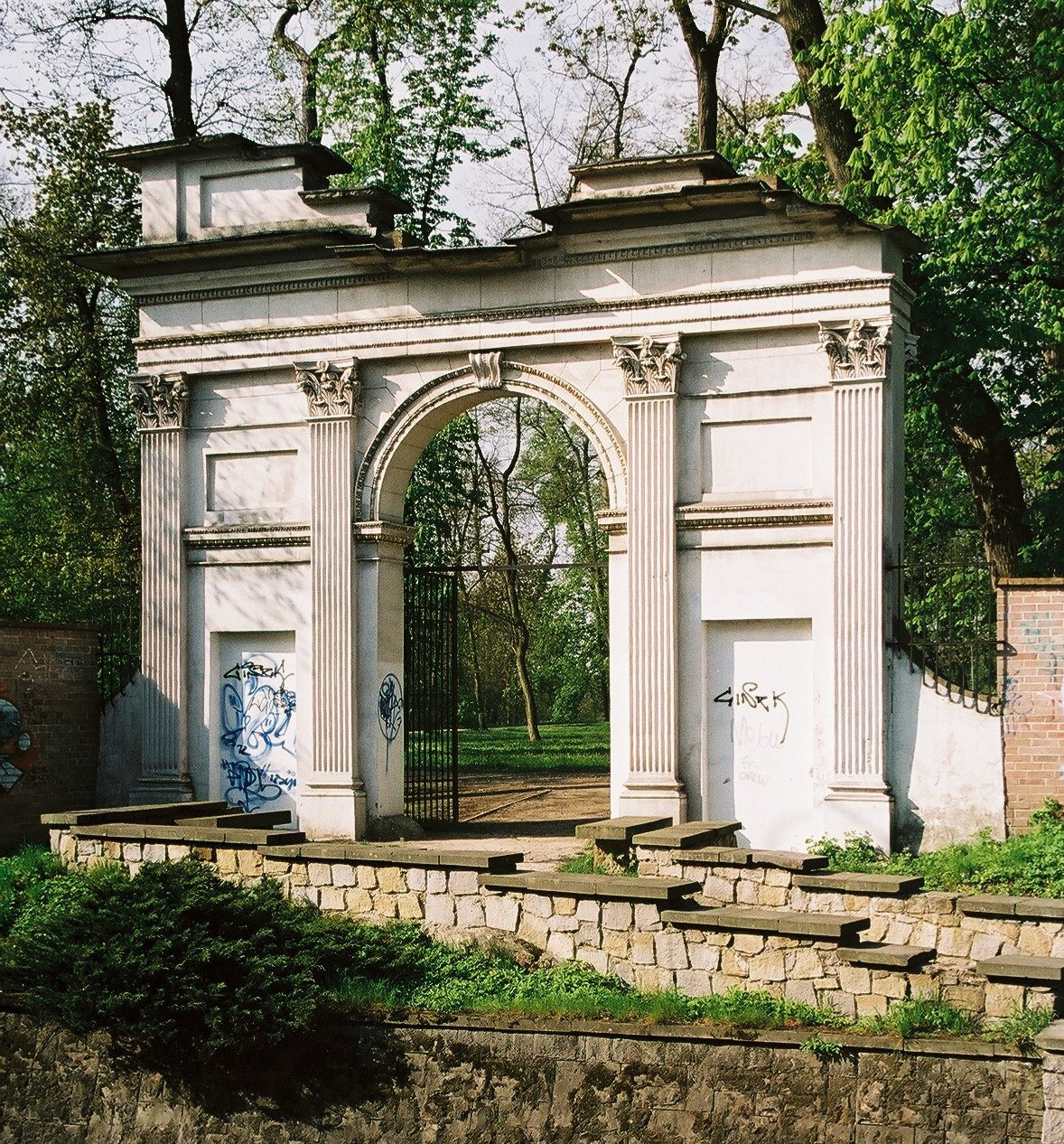
Römisches Tor
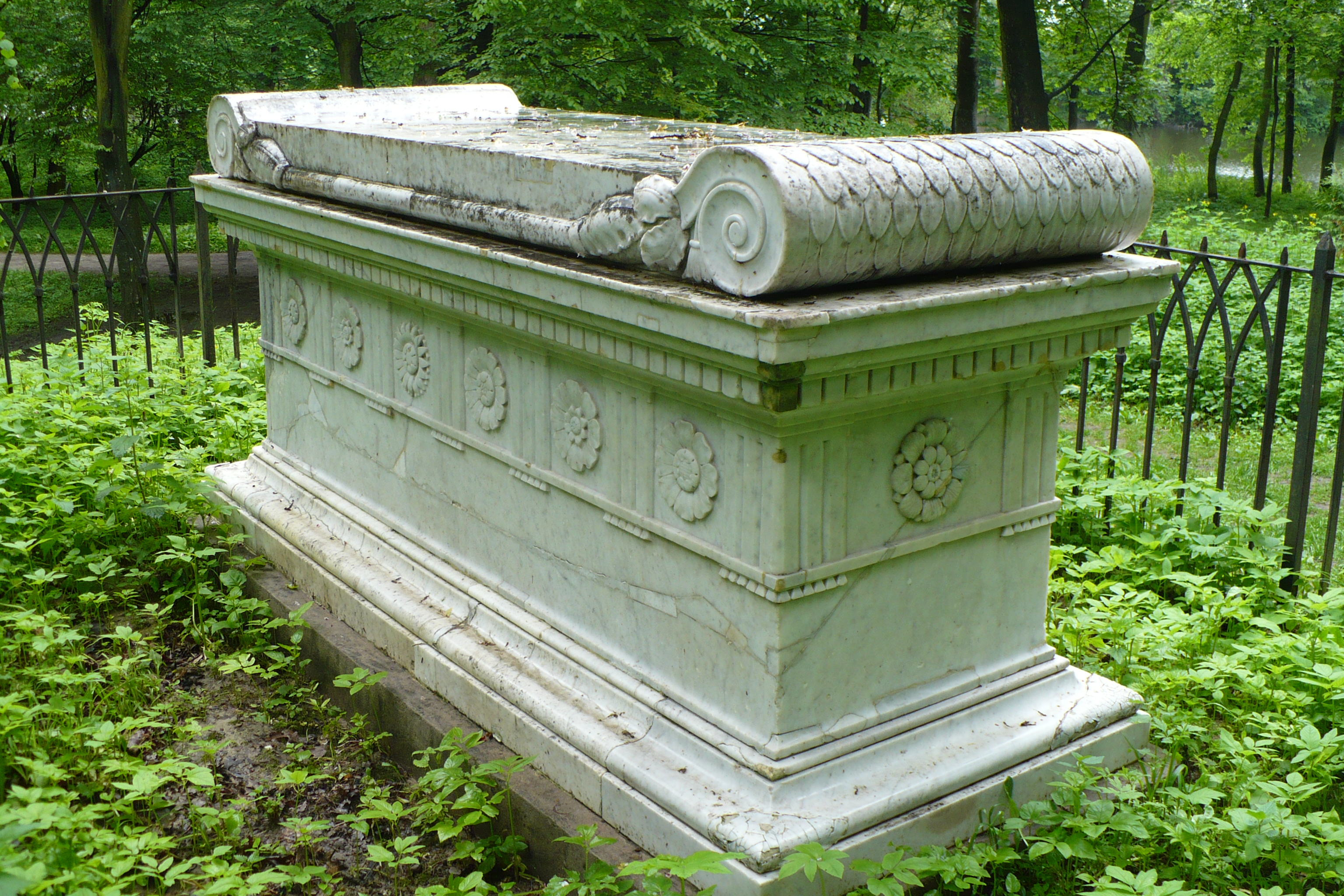
Sarkophag

## Sport
Der Klub Sportowy Azoty-Puławy spielt in der höchsten polnischen Liga im Handball.

## Söhne und Töchter der Stadt
- Chrystian Piotr Aigner (1756–1841), Architekt und Architekturtheoretiker
- Adam Karl Wilhelm von Württemberg (1792–1847), Herzog von Württemberg
- Antoni Stolpe (1851–1872), Komponist
- Józef Wierusz-Kowalski (1866–1927), Physiker und Diplomat
- Jerzy Sztachelski (1911–1975), Politiker
- Marian Opania (* 1943), Schauspieler
- Włodzimierz Karpiński (* 1961), Politiker
- Blanka Lipińska (* 1985), Schriftstellerin
- Kinga Achruk (* 1989), Handballspielerin
- Konrad Czerniak (* 1989), Schwimmer
- Malwina Kopron (* 1994), Hammerwerferin
- Filip Maciejuk (* 1999), Radrennfahrer
- Łukasz Łakomy (* 2001), Fußballspieler